# Offshore-Windpark Westermost Rough
Westermost Rough ist ein Offshore-Windpark im Vereinigten Königreich in der Nordsee. Der Windpark hat eine elektrische Leistung von 210 Megawatt und kann über 150.000 Haushalte mit Strom versorgen. Sein Regelarbeitsvermögen liegt bei mehr als 800 GWh pro Jahr. Er befindet sich 8 Kilometer vor der Küste von Holderness.

## Bau
Im Februar 2014 wurde das erste Fundament installiert. Der Windpark wurde im Mai 2015 in Betrieb genommen.

## Technik
Westermost Rough war der erste Offshore-Windpark, der Windenergieanlagen der 6-Megawatt-Klasse mit 75 Meter langen Rotorblättern verwendet hat. Es wurden 35 Siemens SWT-6.0-154 installiert. Bis zur Blattspitze sind die Anlagen 177 Meter hoch. Die verwendeten Monopiles haben einen Durchmesser von 6,5 Metern und ein Gewicht von bis zu 800 Tonnen.

## Betrieb
Der Windpark ist ein Joint Venture, das DONG Energy (zu 50 %), Marubeni Corporation (zu 25 %) und der UK Green Investment Bank (zu 25 %) gehört.